# Яніс Рубертс
Яніс Рубертс (латис. Jānis Frīdrihs Jūlijs Ruberts, 25 травня 1874, Рига — 1 листопада 1934, Рига) — латвійський вчений-офтальмолог, освітній діяч, другий ректор Латвійського університету (1923 — 1925).

## Біографія
Народився Яніс Рубертс у містечку Болдерая, тоді Ліфляндської губернії (зараз це колишнє містечко – частина Риги) у родині заможного  господаря.
У 1894—1899 роках він навчався на медичному факультеті Дерптського університету, по закінченню котрого працював в університетській офтальмологічній клініці (аж до 1904 року). Поєднував медичну практику з науковою роботою. В 1903 році захистив дисертацію з проблем очних хвороб.
1903 року отримав призначення у м. Звернигородку Київської губернії, де працював лікарем у притулку для незрячих. Під час роботи в цьому закладі Яніс Рубертс познайомився з професором Київського університету Володимиром Високовичем, котрий запросив його працювати на медичний факультет Київського університету Святого Володимира. Вчений працював у Київському університеті аж до 1922 року. Від 1915 був завідувачем клініки очних хвороб при Університеті.
1922 року переїхав до Латвії. Працював у Латвійському університеті (в 1923–1925 роках був ректором закладу). Помер у Ризі. 